# Pygarctia albistrigata
Pygarctia albistrigata är en fjärilsart som beskrevs av Barnes och Mcdunnough 1913. Pygarctia albistrigata ingår i släktet Pygarctia och familjen björnspinnare. Inga underarter finns listade.